# Jacson Damasceno Rodrigues
Jacson Damasceno Rodrigues CSsR (* 1. Januar 1948 in Manaus, Amazonas, Brasilien; † 16. März 1998) war Weihbischof in Manaus.

## Leben
Jacson Damasceno Rodrigues trat der Ordensgemeinschaft der Redemptoristen bei und empfing am 6. August 1978 das Sakrament der Priesterweihe. 
Am 18. Dezember 1996 ernannte ihn Papst Johannes Paul II. zum Titularbischof von Lamphua und zum Weihbischof in Manaus. Der Erzbischof von Manaus, Luiz Soares Vieira, spendete ihm am 19. März 1997 die Bischofsweihe; Mitkonsekratoren waren der Prälat von Coari, Gutemberg Freire Régis CSsR, und der Bischof von Alto Solimões, Evangelista Alcimar Caldas Magalhães OFMCap.